# Вооружённые силы Севера
Вооружённые силы Севера (фр. Forces armées du Nord, FAN; араб. القوات المسلحة في الشمال‎) — чадская военно-политическая организация 1976—1984 под командованием Хиссена Хабре. Одна из основных сил чадской гражданской и чадско-ливийской войн. Вели вооружённую борьбу против ФРОЛИНА и ливийской интервенции. После прихода к власти в 1982 году являлись политической и силовой опорой режима Хабре. Составили основу новой армии Чада. Рассматривались как правое антикоммунистическое движение в контексте Холодной войны.

## Предыстория
С 1965 года в Чаде шла гражданская война. Оппозиционное движение ФРОЛИНА воевало против режима Франсуа Томбалбая. Война имела в значительной степени этнорегиональный характер: авторитарное правление Томбалбая представляло интересы южных христианских кланов, тогда как руководители ФРОЛИНА Гукуни Уэддей и Хиссен Хабре происходили с мусульманского севера.
13 апреля 1975 года президент Чада Томбалбай был свергнут и убит. Главой государства стал генерал Феликс Маллум. Гукуни Уэддей продолжал борьбу против новых властей. Он опирался на поддержку ливийского лидера Муамара Каддафи, который имел свои планы установления контроля над соседней страной. В 1973 году ливийские войска оккупировали чадскую территорию — полосу Аузу.
В 1976 году полоса Аузу была аннексирована режимом Каддафи. Лидер ФРОЛИНА Уэддей признал аннексию. Хабре — возглавлявший одну из армий ФРОЛИНА и штабную структуру Командный совет Вооружённых сил Севера — выступил категорически против. Гражданская война вспыхнула с новой силой, наложившись на чадско-ливийский конфликт.

## Создание
Принципиальные разногласия по отношениям с каддафистской Ливией привели к разрыву Хабре с ФРОЛИНА и Уэддеем. На основе своих отрядов Хиссен Хабре создал Вооружённые силы Севера (FAN).
Численность FAN первоначально составляла несколько сотен человек, но к началу 1980-х возросла примерно до 4 тысяч. Членами FAN становились представители северочадской народности тубу, родственники, земляки и соплеменники Хабре. Ближайшими соратниками Хабре являлись полевые командиры Махамат Нури, Идрис Мискин, Махамат Фадиль, Брахим Джида, Хиссен Хамита, Салех Юнус. Видную роль в военном командовании играл Идрис Деби.
Идеология FAN основывалась на борьбе обездоленных кочевых скотоводов севера против власти зажиточных оседлых кланов юга. Выдвигались не только националистические, но и социально-популистские лозунги. Этому способствовали личные взгляды Хабре, в которых важное место занимали идеи маоизма, чегеваризма и исламского социализма. Но организация прошла быструю политико-идеологическую эволюцию.
В общемировом контексте чадская гражданская война и чадско-ливийский конфликт приняли форму типичного для тех времён идеологического противостояния. Союз с Каддафи обязывал Уэддея к левой риторике. Он пользовался политической поддержкой СССР и Восточного блока. Со своей стороны, Хабре — несмотря на усвоенный в молодости левый радикализм — постепенно позиционировался вправо. Под его руководством FAN стали рассматриваться как прозападная антикоммунистическая организация.

## Отступление
FAN вели ожесточённые бои с формированиями Уэддея — Народными вооружёнными силами (FAP). В августе 1978 года президент Маллум назначил Хабре премьер-министром Чада. Но уже в декабре союз между ними был разорван. В столице Чада Нджамене шли уличные бои между правительственными войсками Маллума и боевиками FAN. Этим воспользовался Уэддей, и в феврале 1979 года в Нджамену вступили FAP, заключившие тактический союз с FAN. Маллум был отстранён от власти, президентский пост занял Уэддей, министром обороны назначен Хабре. Договорённости были закреплены Лагосским соглашением при межафриканском посредничестве.
Альянс Уэддея с Хабре не мог быть долговечным: противоположное отношение к Каддафи делало неизбежным скорый разрыв и конфликт. С марта 1980 года между ними начались бои. В октябре войска Уэддея при массированной ливийской поддержке с участием восточногерманских и кубинских советников нанесли поражение FAN в Нджамене. У власти в Чаде утвердилось проливийское Переходное правительство национального единства (GUNT) во главе с Гукуни Уэддеем.
Отряды Хабре отступили в Судан, где правил генерал Джафар Нимейри. В тот период Нимейри не только занимал антикоммунистические позиции, но и являлся ближайшим союзником египетского президента Анвара Садата — непримиримого противника Каддафи.

## Союзники
В январе 1981 года президентом США стал Рональд Рейган, рассматривавший все конфликты в контексте глобального противостояния Холодной войны. Крайний антикоммунист Рейган причислял каддафистскую Ливию к главным противникам, в августе 1981 года произошло американо-ливийское боестолкновение. В чадской войне администрация Рейгана решительно поддержала Хабре. Американские субсидии FAN в 1981—1982 годах достигли 10 миллионов долларов.
В суданском Дарфуре были развёрнуты базы FAN. Тренировали бойцов Хабре египетские инструкторы и французские специалисты, набранные по рекомендации Боба Денара. Помощь FAN оказывали так же правосионистское израильское правительство Менахема Бегина, заирский режим Мобуту, марокканская монархия Хасана II, иракский режим Саддама Хусейна, конкурировавший с Каддафи за лидерство в арабском мире.
Особое значение имела позиция Франции. Франсуа Миттеран первоначально не желал поддерживать Хабре, предпочитая укреплять франко-ливийские связи. Кроме того, известная жестокость боевиков Хабре проявлялась и к французским гражданам (отмечались случаи взятия французов в заложники, офицер, направленный на переговоры об освобождении, был убит). Однако под давлением американской администрации Миттеран тоже принял сторону Хабре. На это решение повлияли также позиции влиятельных французских антикоммунистов Александра де Маранша и Жака Фоккара, длительное время определявших африканскую политику Парижа. Франция подключилась к финансированию FAN, французская спецслужба SDECE в контакте с американским ЦРУ проводила оперативные мероприятия в поддержку Хабре.

## Победа
В конце 1981 — начале 1982 года обученные и оснащённые формирования FAN начали массированное наступление. Теперь их поддерживали многие чадцы из различных (в том числе южных) регионов, недовольные ливийским диктатом. К тому времени отношения между Уэддеем и Каддафи сильно осложнились, и ливийские войска отошли в полосу Аузу, отстранившись от боёв в Чаде.
5 июня 1982 года войска Уэддея были разгромлены на подступах к чадской столице в сражении при Массагете. Важную роль в победе FAN сыграли доверенные полевые командиры Махамат Нури, Идрис Деби, Хассан Джамус, Идрис Мискин. 7 июня 1982 года Вооружённые силы Севера без боя вступили в Нджамену.
29 сентября 1982 года вступила в действие новая Конституция Чада, в соответствии с которой вся полнота власти передавалась Командному совету FAN во главе с Хиссеном Хабре. 21 октября 1982 года Хиссен Хабре был объявлен президентом Чада. Командующим армией Хабре вскоре назначил Идриса Деби, министром иностранных дел — Идриса Мискина. Политический аппарат режима фактически возглавлял Махамат Нури, формально занимавший пост министра транспорта. Первый карательный орган — Службу документации и разведки — возглавил родственник и телохранитель лидера FAN Махамат Фадиль.

## Власть
Вооружённые силы Севера являлись главной политической и военно-силовой опорой президента Хабре в первые два года правления. На основе FAN формировались новые вооружённые силы Чада, госаппарат, служба безопасности DDS с карательной бригадой BSIR. Первым директором DDS был назначен Салех Юнус; впоследствии его сменил Гюини Кореи, родственник Хабре и куратор карательной политики.
Несмотря на формально примирительные речи президента, уже летом-осенью 1982 года в южных регионах развернулись ожесточённые бои войск нового правительства с формированиями свергнутого GUNT и движением Codos Абделькадера Камуге. После военного подавления вооружённых противников боевики FAN развернули кампанию террора и сведения счётов. Десятки тысяч погибли либо попали в тюрьмы DDS. Широко применялись бессудные убийства и пытки. Новая волна репрессий обрушилась на юг в «Чёрном сентябре» 1984 года. К тому времени FAN были формально распущены, но реально действовали те же формирования под командованием Махамата Фадиля и Идриса Деби.

## Преобразование
7 июня 1984 годав Нджамене состоялись широкие торжества по случаю второй годовщины чадской национальной революции — изгнания GUNT и прихода к власти FAN. Хиссен Хабре выступил с речью. Он объявил о выполнении FAN (а также ФРОЛИНА) своих исторических задач и о необходимости создать политическую структуру, соответствующую новому этапу. Хабре выступал теперь как президент всех чадцев, а не только северян.
20 июня открылся съезд FAN, на котором Хабре выразил готовность защищать традиционные ценности Чада от ливийской агрессии. 22 июня съезд принял решение о самороспуске FAN (и ФРОЛИНА). 24 июня начался учредительный съезд новой партии Национальный союз за независимость и революцию (UNIR) во главе с президентом Хабре. UNIR наследовал функции и кадры FAN.
Это решение далось Хабре не без труда. Многие представители «старой гвардии» FAN возражали против него. Они были недовольны маневрированием Хабре, привлечением в правительство и военное командование представителей ФРОЛИНА, южных кланов, недавних министров Уэддея (типа Жозефа Йодоймана и Джидингара Доно Нгардума). Полевые командиры и политические функционеры FAN предпочитали сохранить собственную военно-политическую структуру — гарантировавшую племенные и групповые интересы. Однако Хабре удалось настоять на своём.

## Оценки
В 1990 году Хиссен Хабре был свергнут повстанцами под командованием Идриса Деби и вынужден бежать в Сенегал. Ему были предъявлены обвинения в коррупции и массовых убийствах. Чадский суд заочно приговорил Хабре к смертной казни. По требованию Международного суда ООН Хабре был арестован в Сенегале, отдан под суд, признан виновным в терроре против политических противников, убийствах, пытках и изнасилованиях и в 2016 году приговорён к пожизненному заключению.
Несмотря на негативную оценку режима Хабре, Вооружённые силы Севера не считаются в современном Чаде преступной организацией. Это объясняется политической биографией президента Деби, многих его сподвижников, национального героя Джамуса.
С 2006 года против президента Деби ведёт повстанческую борьбу Объединение сил за демократию и развитие (UFDD). Его лидером является Махамат Нури. Противники UFDD характеризовали его как движение сторонников режима Хабре. В поддержку Хиссена Хабре выступает Ассоциация защиты жертв ливийской агрессии на севере Чада, отмечающая заслуги FAN в сопротивлении диктаторским режимам и ливийской экспансии.